# Saissetia oleae
La cocciniglia mezzo grano di pepe (Saissetia oleae Olivier, 1791) è un insetto fitomizo dell'ordine dei Rhynchota Homoptera Sternorrhyncha (superfamiglia Coccoidea, famiglia Coccidae). È considerata uno dei tre fitofagi principali dell'olivo, insieme alla mosca e alla tignola. Malgrado la notevole frequenza con cui si insedia sull'olivo, la specie è polifaga e attacca, più o meno frequentemente, anche gli agrumi e varie piante ornamentali arbustive (oleandro, pittosporo, evonimo, ecc.)

## Storia
Uno dei primi autori a occuparsi della "cocciniglia dell'olivo" con approccio scientifico fu Giuseppe Maria Giovene, il quale, con l'opera Descrizione e storia della cocciniglia dell'ulivo (1807) rispose a Giovanni Presta il quale negava l'esistenza dell'insetto nelle province pugliesi di Bari e Otranto. Giovene mostrò anche che l'insetto era diffuso anche in quelle regioni, anche se più raro. Inoltre, Giovene scoprì il maschio della cocciniglia, il quale verosimilmente non era conosciuto in Europa, tanto che sul Dizionario di storia naturale di Parigi (1816) ((FR)  Nouveau dictionnaire d'histoire naturelle, appliquée aux arts, à l'agriculture, à l'économie rurale et domestique, à la médecine, etc.) c'era scritto: "il maschio non è conosciuto" ((FR)  Le mâle n'est pas connu).

## Descrizione
Saissetia oleae  è un coccide di probabile origine sudafricana ma presente ormai da secoli nelle aree a clima temperato (regioni del bacino del Mediterraneo, coste della California); tuttavia, è diffusa anche in zone più fredde dove vive soprattutto nelle serre.
È una specie caratterizzata da elevata polifagia e prolificità (mediamente 1000 uova per femmina).
La femmina matura ha un corpo molto convesso di colore nerastro e di dimensioni variabili da 2 a 6 mm di lunghezza e presenta sul dorso un caratteristico rilievo ad H trasversa o a croce di Lorena.
Il maschio è raro in quanto la specie si riproduce per partenogenesi telitoca.

## Ciclo biologico
La Saissetia oleae compie una o due generazioni l'anno a seconda dello stadio ibernante, del clima, della specie e delle condizioni fisiologiche delle piante ospiti. Nelle regioni temperate si ha comunque una maggiore frequenza di individui a ciclo univoltino. Questo coccide sverna come neanide di II e III età, raramente come femmina immatura o in ovodeposizione. Le neanidi che hanno superato l'inverno danno le femmine mature a partire dai primi di maggio. Queste si riproducono per partenogenesi  e depongono un numero variabile di uova (da 150 a 2500) sotto il proprio corpo che progressivamente si ritrae e indurisce fino a divenire un guscio semisferico. La massima ovodeposizione si ha in giugno nelle regioni meridionali e intorno alla metà di luglio in quelle centrali.
Dopo 2-3 settimane di incubazione, nascono le neanidi che, dopo poche ore di attività, si fissano sulle pagina inferiore delle foglie, perché temono l'insolazione diretta; le neanidi di II e III età, con l'approssimarsi della maturità sessuale, migrano sui rametti. 
Tra la seconda metà di luglio e la prima decade di agosto si verifica il periodo di massima schiusura delle uova.
Le neanidi nate in luglio-agosto compiono una o due mute e svernano al II o al III stadio di sviluppo, mentre quelle nate precedentemente raggiungono l'età adulta e svernano come tali o si riproducono entro l'anno avviando nella tarda estate una seconda generazione.
Lo sviluppo della cocciniglia è favorito da:
- inverno mite, estate non troppo calda;
- eccesso di concimi azotati;
- elevata densità d'impianto e assente o ridotta potatura che, ostacolando la circolazione dell'aria e della luce all'interno della chioma, finiscono per favorire lo sviluppo del fitofago.

## Danni

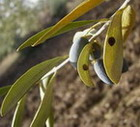
Femmine adulte di S. oleae su foglie d'olivo.

La cocciniglia mezzo grano di pepe causa sia danni diretti che indiretti.
I primi sono dovuti alla sottrazione di linfa e all'emissione di sostanze salivari nei tessuti vegetali, che causano defogliamento (filloptosi), indebolimento della pianta e diminuzione della produzione.
I secondi sono dovuti alla produzione di escrementi zuccherini (melata), che imbratta le foglie. La melata è dannosa soprattutto perché favorisce la nutrizione degli adulti di Bactrocera oleae e lo sviluppo della fumaggine; quest'ultima forma un micelio crostoso e opaco che ostacola l'attività fotosintetica della pianta e ne deturpa la produzione.
Filloptosi e fumaggine sono danni molto gravi per l'olivo in quanto, essendo una pianta sempreverde, presenta ricambio lento. I danni maggiori si riscontrano negli oliveti trascurati o sottoposti ad eccessivi apporti di concimi azotati.

## Antagonisti
Il fitofago è controllato, in natura, da numerosi nemici naturali:
- Predatori: Chilocorus bipustulatus ed Exocomus quadripustulatus (Coleoptera: Coccinellidae); Eublemma scitula (Lepidoptera: Noctuidae); Chrysoperla carnea e Mallada prasina (Neuroptera: Chrysopidae).
- Parassitoidi: Metaphycus sp. e Scutellista cyanea (Hymenoptera: Encyrtidae). I primi si comportano come parassitoidi endofagi, il secondo come predatore oofago.
- Entomopatogeni: Verticillium lecanii (Ascomycotina: Moniliales).

## Difesa
La lotta contro la Saissetia oleae è di tipo agronomico e di tipo chimico.
Lotta agronomica
La lotta agronomica si avvale di pratiche colturali che tendono a ridurre le infestazioni quali:
- una razionale potatura di sfoltimento in modo da ridurre le condizioni microclimatiche favorevoli al parassita e perciò esaltare la mortalità naturale (il sole elimina l'80% della popolazione) e rendere più facile e agevole la lotta antiparassitaria.
- una concimazione equilibrata che eviti l'eccesso di azoto.

Lotta chimica
La lotta chimica consiste in trattamenti con olio bianco contro le giovani neanidi, soprattutto nel periodo estivo dove si ha la massima comparse delle stesse.